# Visione aziendale
Con visione aziendale si indica, nella gestione aziendale, la proiezione di uno scenario futuro che rispecchia gli ideali, i valori e le aspirazioni di chi fissa gli obiettivi e incentiva all'azione. Con il termine visione si intende l'insieme degli obiettivi di lungo periodo che il Top Management vuole definire per la propria azienda, comprendere anche la visione generale del mercato e l'interpretazione di lungo periodo del ruolo dell'azienda nel contesto economico e sociale. 
Sebbene venga di solito usato con riferimento ad imprese, il termine può essere utilizzato anche con riferimento ad associazioni o ad organizzazioni in genere, nonché in relazione ai singoli individui.
Il "manifesto" della visione (vision statement) dovrebbe essere tale da spronare i membri dell'organizzazione (o il singolo nel caso di visione personale) e renderli orgogliosi di farne parte.
Un manifesto della visione efficace dovrebbe:
- essere chiaro e descrivere in modo vivido un'immagine;
- riguardare il futuro;
- essere facilmente ricordabile - sebbene la lunghezza sia variabile è preferibile contenerla il più possibile per facilitarne l'apprendimento;
- contenere espressioni che facciano presa;
- riferirsi ad aspirazioni realistiche o comunque verosimili.

## Esempi storici
- Bill Gates (1980) – "Un personal computer su ogni scrivania, e ogni computer con un software Microsoft installato";
- Nokia:
  - 1995 – "Our vision: Voice Goes Mobile"
  - 2005 – "Our vision: Life Goes Mobile"
- CIA – "Noi forniamo informazioni e agiamo al fine di assicurare la sicurezza nazionale degli Stati Uniti d'America e la conservazione della vita e degli ideali americani" ("We will provide knowledge and take action to ensure the national security of the United States and the preservation of American life and ideals.")
- Barilla - "Aiutiamo le persone a vivere meglio, portando ogni giorno nella loro vita il benessere e la gioia del mangiar bene."
- Eni - “Fin dalla sua fondazione Eni si ispira a principi che ne guidano ogni azione e che ne rendono unico e distintivo il modo di operare. Principi che Eni si impegna a promuovere presso i propri stakeholder attraverso la fiducia, la conoscenza reciproca e la condivisione di valori e obiettivi. Le nostre azioni sono da sempre volte a garantire la tutela e la promozione dei diritti umani, il rispetto di standard del lavoro sicuri ed equi, la salvaguardia dell’ambiente, il contrasto alla corruzione all’interno dell’organizzazione e fra i partner industriali”.
- Illycaffè - “Vogliamo essere, nel mondo, punti di riferimento della cultura e dell’eccellenza del caffè. Un’azienda innovativa che propone i migliori prodotti e luoghi di consumo e che, grazie a ciò cresce e diventa leader dell’alta gamma”.[1]